# Automobil Clubul Român
L'Automobil Clubul Român (conosciuto anche con la sigla ACR) è un ente pubblico non economico della Romania.
Autofinanziato e con funzioni di promozione controllo e indirizzo normativo del settore automobilistico, fa parte della federazione sportiva affiliata al Comitato Olimpico e Sportivo Rumeno.

## Storia

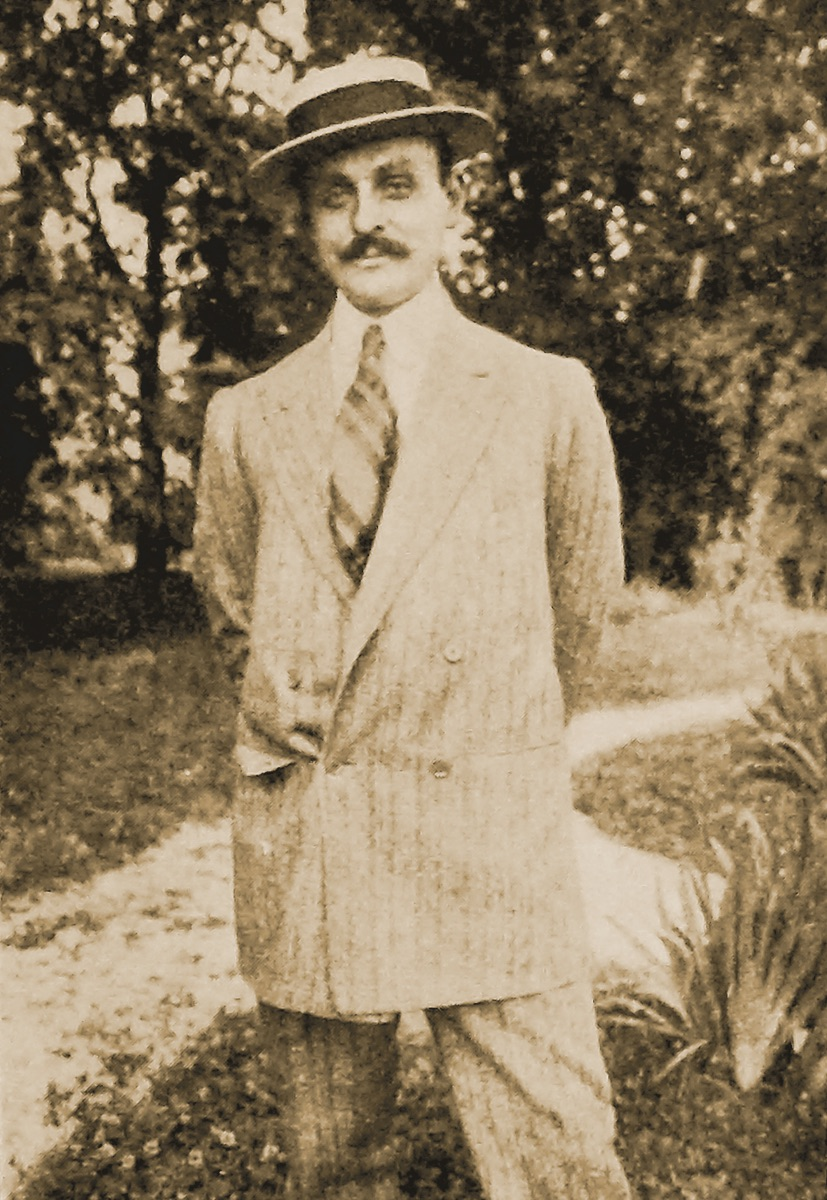
George Valentin Bibescu, pilota ed aviatore, ex presidente dell'ACR

Il club è stato fondato nel 1904 nel salone d'onore del Grand Hôtel du Boulevard di Bucarest. Nel corso dello stesso anno sono state organizzate filiali a Botoșani, Brăila, Craiova, Iași, Ploiești, Râmnicu Sărat, Târgu Jiu. La Romania è tra i primi 10 stati in Europa e tra i primi 14 a livello mondiale ad aver istituito un automobile club. Nel settembre del 1904 diventa la sesta nazione al mondo ad organizzare una corsa automobilistica, sulla tratta Bucarest - Giurgiu - Bucarest, con una lunghezza complessiva di 120 km, vinta da George Valentin Bibescu con una velocità media di 66 km/h. 
L'8 dicembre del 1905 viene riconosciuta dall'Associazione Internazionale degli Automobil Club Riconosciuti, quella che in seguito sarebbe diventata l'attuale Federazione Internazionale dell'Automobile (FIA). 
Nel 1914 diventa Automobil Club Regal Român (ACRR) e per i successivi 33 anni i Re di Romania diventano presidenti onorari del club. 
Nel 1936 due membri del club, Petre Cristea e Ion Zamfirescu, vincono il Rally di Monte Carlo.
Dal febbraio del 1969, l'ACR pubblica mensilmente la rivista AUTOTURISM, che conta circa 231.000 lettori.

## Presidenti
- George Valentin Bibescu (? - 22 marzo 1924)
- Ion Mitilineu (22 marzo 1924 - luglio 1946)
- Constantin Niculescu (7 marzo 1994 - presente)

### Presidenti onorari
- Ferdinando I
- Maria di Romania
- Carlo II
- Mihai I (1940 - 1947)[3]